# Karl Micallef
Karl Micallef (8 settembre 1996) è un calciatore maltese, difensore del Marsaxlokk e della nazionale maltese.

## Carriera

### Club
Ha giocato nella massima serie maltese.

### Nazionale
Ha rappresentato le nazionali giovanili maltesi.
Nel 2019 ha esordito in nazionale maggiore.

## Statistiche

### Cronologia presenze e reti in nazionale
| Cronologia completa delle presenze e delle reti in nazionale ― Malta | Cronologia completa delle presenze e delle reti in nazionale ― Malta | Cronologia completa delle presenze e delle reti in nazionale ― Malta | Cronologia completa delle presenze e delle reti in nazionale ― Malta | Cronologia completa delle presenze e delle reti in nazionale ― Malta | Cronologia completa delle presenze e delle reti in nazionale ― Malta | Cronologia completa delle presenze e delle reti in nazionale ― Malta | Cronologia completa delle presenze e delle reti in nazionale ― Malta |
| Data                                                                 | Città                                                                | In casa                                                              | Risultato                                                            | Ospiti                                                               | Competizione                                                         | Reti                                                                 | Note                                                                 |
| -------------------------------------------------------------------- | -------------------------------------------------------------------- | -------------------------------------------------------------------- | -------------------------------------------------------------------- | -------------------------------------------------------------------- | -------------------------------------------------------------------- | -------------------------------------------------------------------- | -------------------------------------------------------------------- |
| 26-3-2019                                                            | Ta' Qali                                                             | Malta                                                                | 0 – 2                                                                | Spagna                                                               | Qual. Euro 2020                                                      | -                                                                    | 85’                                                                  |
| 15-11-2019                                                           | Cadice                                                               | Spagna                                                               | 7 – 0                                                                | Malta                                                                | Qual. Euro 2020                                                      | -                                                                    | 33’                                                                  |
| 11-11-2020                                                           | Ta' Qali                                                             | Malta                                                                | 3 – 0                                                                | Liechtenstein                                                        | Amichevole                                                           | -                                                                    | 28’                                                                  |
| 14-11-2020                                                           | Ta' Qali                                                             | Malta                                                                | 3 – 1                                                                | Andorra                                                              | UEFA Nations League 2020-2021 - 1º turno                             | -                                                                    |                                                                      |
| 11-11-2021                                                           | Ta' Qali                                                             | Malta                                                                | 1 – 7                                                                | Croazia                                                              | Qual. Mondiali 2022                                                  | -                                                                    | 83’                                                                  |
| 14-11-2021                                                           | Ta' Qali                                                             | Malta                                                                | 0 – 6                                                                | Slovacchia                                                           | Qual. Mondiali 2022                                                  | -                                                                    | 78’                                                                  |
| 1-6-2022                                                             | Ta' Qali                                                             | Malta                                                                | 0 – 1                                                                | Venezuela                                                            | Amichevole                                                           | -                                                                    | 84’                                                                  |
| 17-11-2022                                                           | Ta' Qali                                                             | Malta                                                                | 2 – 2                                                                | Grecia                                                               | Amichevole                                                           | -                                                                    | 80’                                                                  |
| 14-11-2024                                                           | Ta' Qali                                                             | Malta                                                                | 2 – 0                                                                | Liechtenstein                                                        | Amichevole                                                           | -                                                                    | 88’                                                                  |
| Totale                                                               |                                                                      | Presenze                                                             | 9                                                                    |                                                                      | Reti                                                                 | 0                                                                    |                                                                      |

## Palmarès

### Club

#### Competizioni nazionali
- Campionato maltese: 1

Ħamrun Spartans: 2020-2021